# Leilani Kai
Pour les articles homonymes, voir Seymour (patronyme).
Patricia Seymour (née le 23 janvier 1960 à Tampa), plus connue sous son nom de ring Leilani Kai, est une  catcheuse (lutteuse professionnelle) américaine. Elle est essentiellement connue pour son travail à la World Wrestling Federation (WWF) de 1983 à 1988.
Elle s'entraîne auprès de The Fabulous Moolah, elle commence sa carrière aux États-Unis au sein des fédérations membres de la National Wrestling Alliance ainsi qu'à la World Wide Wrestling Federation. Elle commence à apparaître régulièrement à la WWF en 1985. Elle a règne un assez bref de championne féminine de la WWF. Elle fait ensuite équipe avec Judy Martin (en) avec qui elle devient championne féminine par équipes de la WWF à deux reprises. En plus de cela, elle remporte le championnat All Pacific de la All Japan Women's Pro-Wrestling grâce à un partenariat avec la WWF.
Elle quitte la WWF en 1988 et lutte dans diverses fédérations que ce soit aux États-Unis ou au Japon. Elle fait aussi quelques apparitions à la WWF ainsi qu'à la World Championship Wrestling.
Dans les années 2000, elle remporte le championnat du monde féminin de la National Wrestling Alliance. Elle met un terme à sa carrière en 2015. Elle obtient aussi de la reconnaissance en entrant au Professional Wrestling Hall of Fame and Museum un an plus tard.

## Carrière de catcheuse

### Débuts (1975-1983)
Patricia Seymour s'entraîne auprès de The Fabulous Moolah. C'est d'ailleurs cette dernière qui lui donne le nom de Leilani Kai car Schroeder ressemble beaucoup à une hawaiienne. Elle fait ses débuts le 20 juin 1975 durant un spectacle de la World Wide Wrestling Federation (WWWF). Ce jour-là, elle fait équipe avec The Fabulous Moolah et elles battent Sheila Shepherd et Susan Greene. En novembre de cette même année, elle part au Japon travailler à l'International Wrestling Enterprise (en). Elle va effectuer de nombreuses tournées au Japon au cours de sa carrière.
Le 24 octobre 1977, elle lutte pour la première fois au Madison Square Garden durant un spectacle de la WWWF. Ce jour-là, elle remporte avec Kitty Adams un match par équipes face à Vivian St John et Winona Little Heart.
En 1978, elle entraîne Judy Martin (en) avec l'aide de Moolah et Joyce Grable. Par la suite, Martin et Kai vont faire équipe ensemble,.

### World Wrestling Federation(1983-1988)
En 1983, la société de Moolah qui gère le booking de ses catcheuses est racheté par la World Wrestling Federation (WWF). Kai commence alors à travailler régulièrement pour la WWF.

## Palmarès
- All Japan Women's Pro-Wrestling
  - 1 fois championne All Pacific[8]

- Ladies Professional Wrestling Association (LPWA)
  - 1 fois championne par équipes de la LPWA avec Judy Martin (en)[9]

- Mid Atlantic Championship Wrestling
  - 3 fois championne féminine de la National Wrestling Alliance (NWA) Mid Atlantic[10]

- National Wrestling Alliance (NWA)
  - 1 fois championne du monde féminine de la NWA[11]
  - Membre du NWA Hall of Fame (en) (promotion 2006)[12]

- Professional Girl Wrestling Association (PGWA)
  - 1 fois championne féminine de la PGWA[13]
- Professional Wrestling Hall of Fame and Museum
  - Membre du Hall of Fame (promotion 2016)[14]

- World Wrestling Federation (WWF)
  - 1 fois championne féminine de la WWF[15]
  - 2 fois championne par équipes féminine de la WWF avec Judy Martin (en)[16]